# Municipio de Northville (Illinois)
El municipio de Northville (en inglés: Northville Township) es un municipio ubicado en el condado de LaSalle en el estado estadounidense de Illinois. En el año 2010 tenía una población de 7410 habitantes y una densidad poblacional de 85,55 personas por km².

## Geografía
El municipio de Northville se encuentra ubicado en las coordenadas 41°35′43″N 88°39′35″O / 41.59528, -88.65972. Según la Oficina del Censo de los Estados Unidos, el municipio tiene una superficie total de 86.61 km², de la cual 84.64 km² corresponden a tierra firme y (2.28%) 1.97 km² es agua.

## Demografía
Según el censo de 2010, había 7410 personas residiendo en el municipio de Northville. La densidad de población era de 85,55 hab./km². De los 7410 habitantes, el municipio de Northville estaba compuesto por el 97.6% blancos, el 0.61% eran afroamericanos, el 0.2% eran amerindios, el 0.2% eran asiáticos, el 0.01% eran isleños del Pacífico, el 0.61% eran de otras razas y el 0.77% pertenecían a dos o más razas. Del total de la población el 3.6% eran hispanos o latinos de cualquier raza.